# Аннібале Бергондзолі
Аннібале Бергондзолі (італ. Annibale Bergonzoli; 1 листопада 1884, Каннобіо, Королівство Італія — 31 липня 1973, Каннобіо, Італія) — італійський військовий діяч, офіцер Королівської італійської армії, учасник багатьох воєн, що вела Італія у першій половині ХХ століття. На початку Другої світової війни брав участь в Єгипетській операції, в якій спершу зміг досягнути певного успіху, проте після блискавичного контрнаступу британських військ зазнав поразки та потрапив у полон.

## Біографія
Аннібале Бергондзолі народився 1 листопада 1884 року в Каннобіо, що в регіоні П'ємонт. Тут же він пішов до середньої школи, по завершенню якої вступив до Військової академії Модени, яку закінчив у листопаді 1904 року. 
14 вересня 1906 року Бергондзолі отримав звання молодшого лейтенанта та був направлений на службу в 53-й піхотний полк. У вересні 1909 року він був підвищений до лейтенанта. 1911 року Аннібале вирушив до Африки, де брав участь у війні з Туреччиною у складі 7-о піхотного полку. 31 грудня 1914 року він отримав звання капітана, проходячи службу у 18-у піхотному полку.
Після вступу Італії в Першу світову війну Бергондзолі був переведений до 123-о піхотного полку. Невдовзі після прибуття на фронт його перевели до штабу 9-ї дивізії, а вже за декілька місяців — до штабу 35-ї дивізії. У серпні 1916 року Аннібале був нагороджений срібною медаллю "За військову доблесть" та англійським Воєнним хрестом та був відправлений до Македонії, а на початку 1917 року повернувся до Італії та отримав призначення до Генерального штабу. Завершення війни Бергондзолі зустрів у складі 35-о армійського корпусу у званні майора.
У грудня 1918 року він був підвищений до підполковника та очолив штаб 1-ї десантної дивізії. Після недовгого відрядження до Триполітанії Аннібале очолив штаб 25-ї дивізії.
У грудні 1926 року Бергондзолі було присвоєно звання полковника, у якому він очолив 56-й піхотний полк, пізніше очолював 78-й піхотний полк і Школу офіцерів запасу в Палермо. У вересні 1934 року став командиром 6-о піхотного полку. 12 квітня 1935 року став бригадним генералом, брав участь у війні в Ефіопії на чолі 2-ї бригади, наступаючи з території Сомалі. Постійно був присутній на передовій, завжди стоячи пліч-о-пліч зі своїми солдатами, був важко поранений 19 травня 1936 року. Після цього повернувся до Італії для проходження лікування, завдяки своїм героїчним вчинкам та проявленій у боях хоробрості став дуже популярним серед рядових солдатів. 
Коли почався бунт націоналістів в Іспанії, Бергондзолі ще проходив лікування, проте вже в лютому 1937 року відправився до Іспанії та очолив 4-у десантно-штурмову дивізію у складі трьох піхотних та одного артилерійського полків. Воював на багатьох напрямках, проявив себе талановитим полководцем. Наприкінці війні зайняв стратегічно важливі позиції біля Пуерто-дель-Ескудо, що допомогло військам Франко остаточно перехопити ініціативу та здобути перемогу у війні. Завдяки цьому отримав ще одну медаль "За військову доблесть" та звання дивізійного генерала.
Повернувшись до Італії у квітні 1939 року, вже 15 жовтня він очолив новосформований 23-й армійський корпус, що дислокувався у північній частині Африки. 
Після вступу Італії у Другу світову війну Бергондзолі брав участь у Єгипетській операції, відіграв важливу роль в успішних боях за Сіді-Баррані. 9 грудня 1940 року почався контрнаступ британських військ, через який розпочався масштабний відступ італійських формувань і навіть евакуація з Киренаїки. Бергондзолі керував обороню Бардії, проте не зміг утримати місто. Тут він ще зумів уникнути полону, пішки дійшовши до Тобрука. Проте вже 7 лютого 1941 року генерал таки потрапив до англійського полону. Спершу його перевезли до Індії, а пізніше — до Арканзасу. Кінець війни він зустрів у Техасі. 
Після капітуляції Італії йому пропонували співпрацю, проте Бергондзолі відмовився від будь-яких варіантів співробітництва із союзниками, через що його відправили до божевільні, де він провів близько двох із половиною років. Додому генерал зміг повернутися лише в березні 1946 року. Він відновив кар'єру в армії та отримав звання корпусного генерала, проте за декілька місяців остаточно пішов у відставку.
Надалі генерал жив у рідному Каннобіо, де й помер 31 липня 1973 року.